# Cykl wywiadowczy
Cykl wywiadowczy (ang. intelligence cycle) – kołowy model opisujący proces analityczno-informacyjny służb wywiadowczych, a także innych podmiotów, którego celem jest wspieranie procesów decyzyjnych w państwie, głównie w obszarze bezpieczeństwa narodowego. Używany jest zarówno przez cywilne, jak i wojskowe służby wywiadowcze. Na proces ten składa się najczęściej od czterech do sześciu etapów. Klasyczny model cyklu wywiadowczego pochodzi z państw anglosaskich i składa się z 5 elementów:
1. planowanie i kierowanie,
2. gromadzenie danych,
3. przetwarzanie danych,
4. analiza,
5. rozpowszechnianie (dystrybucja produktu wywiadowczego)[2].

Celem procesu wywiadowczego jest wsparcie informacyjne decydentów politycznych w danym państwie.

## Definicja i etapy cyklu wywiadowczego
Cykl wywiadowczy jest procesem gromadzenia, przetwarzania, analizy, zestawiania, oceny, integracji i interpretacji zebranych danych, którego efektem końcowym jest określony rodzaj produktu wywiadowczego. Zbierane przez wywiad informacje zwane są danymi wejściowymi, a sporządzane przez jego pracowników analizy oraz raporty – danymi wyjściowymi. Praca z informacjami (w języku prawnym określana mianem czynności analityczno-informacyjnych) jest podstawowym obszarem aktywności służb wywiadowczych na świecie. Dlatego też wszelakie modele, które opisują owe działania są częstym przedmiotami badań w dziedzinie studiów wywiadowczych (ang. intelligence studies).
Głównym celem cyklu wywiadowczego jest wsparcie politycznych procesów decyzyjnych w państwie. Poszczególne warianty cyklu wywiadowczego różnią się od siebie w zależności od danej służby wywiadowczej czy państwa, w którym występują. Podstawową dystynkcją w tym obszarze jest podział na wywiad cywilny i wojskowy. Następnie występuje rozdział na poziom strategiczny i taktyczny. Owo rozgraniczenie odnosi się jednak zazwyczaj do wojskowych służb wywiadowczych. W przypadku cywilnych odpowiedników tych instytucji najczęściej mówi się tylko o poziomie strategicznym.
Główną funkcją cywilnego wywiadu strategicznego jest wspieranie polityki i budowanie świadomości sytuacyjnej w państwie. Osiągnięcie tego celu ma być zrealizowane poprzez zapewnianie zaplecza informacyjnego dla podejmowania skutecznych decyzji politycznych aparatu rządzącego. Głównym przedmiotem procesu analityczno-informacyjnego służb wywiadowczych w przypadku cywilnego wywiadu strategicznego jest obszar polityki bezpieczeństwa państwa. Podobnie sytuacja wygląda w przypadku wojskowego wywiadu strategicznego z tą różnicą, że obszar działania dotyczy kwestii obronności, a decydentami są odpowiednie podmioty wojskowe. Wywiad wojskowy na poziomie taktycznym cechuje się natomiast ograniczeniami czasowym i ryzykiem występowania zagrożeń dla zdrowia i życia żołnierzy. Dlatego też wojskowe warianty cyklu wywiadowczego zawierają mniej elementów (najczęściej cztery). Modele skupione są w tym wypadku na szybkości reakcji, a zwieńczeniem procesu ma być konkretna decyzja taktyczna.
Wśród badaczy nie ma zgodności odnośnie do liczby elementów, z których składa się cykl wywiadowczy, a teoretyczne modele cyklu wywiadowczego różnią się od siebie. Za twórcę klasycznej teorii uważa się między innymi Locha K. Johnsona. Jego pięcioelementowy model cyklu dla wywiadu strategicznego składa się z: planowania i kierowania, gromadzenia danych, przetwarzania, analizy oraz rozpowszechniania.

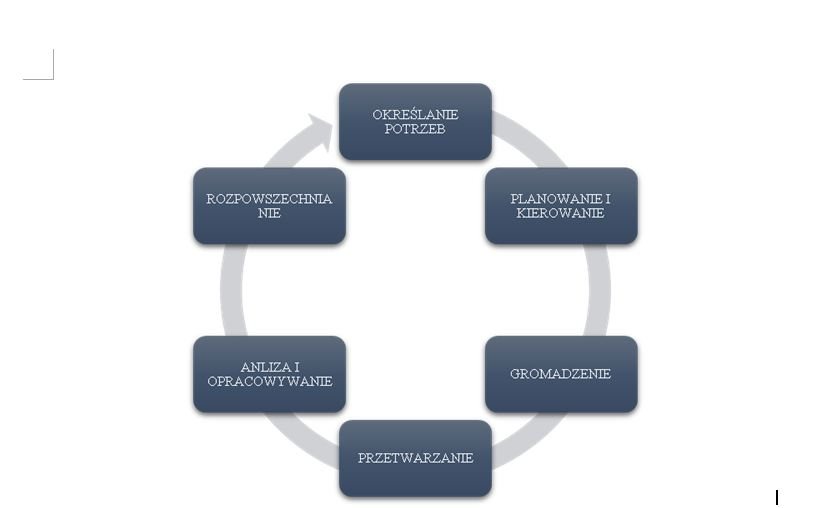
Cykl wywiadowczy wg Roberta Clarka

Robert Clark, zaprezentował natomiast klasyczny wariant wzbogacony o etap określania potrzeb. Wyróżnia on następujące elementy cyklu wywiadowczego: określanie potrzeb, planowanie i kierowanie, gromadzenie, przetwarzanie, analiza i opracowywanie oraz rozpowszechnianie informacji
Często wyróżnia się dwa dodatkowe etapy cyklu wywiadowczego – informację zwrotną (ang. feedback) i ewaluację. Mark M. Lowenthal zamiast ewaluacji używa terminu „konsumpcja produktów wywiadowczych”, zwracając tym samym uwagę na użyteczność całego procesu.
In genere można wyróżnić nawet 8 etapów cyklu wywiadowczego:

### 1. etap – określanie potrzeb
Ta początkowa czynność cyklu wywiadowczego zaczyna się od zdefiniowania zapotrzebowania na informacje decydentów politycznych i służby wywiadowczej. Chodzi tu zarówno o kierunki i obszary tematyczne, potrzebne w danym momencie dane, a także zdiagnozowanie braków i luk w bazach danych. Część potrzeb informacyjnych (między innymi danych i informacji zastanych i niewymagających analizy) może być zaspokojonych zaraz po zidentyfikowaniu problemu poprzez standardowe systemy monitorowania lub odpowiednie systemy wczesnego ostrzegania. Inne aspekty będą wymagały uruchomienia dalszych etapów cyklu wywiadowczego.

### 2. etap – planowanie i kierowanie
W tej fazie kluczowe jest odpowiednie określenie zadań dla służb wywiadowczych przez decydentów politycznych. Polecenia powinny być maksymalnie precyzyjne i czytelne dla ich odbiorców. Natomiast zadaniem szefów służb jest planowanie procesu wywiadowczego. Przede wszystkim na tym etapie muszą oni odpowiedzieć na pytania, jakie i w jaki sposób informacje powinny być zbierane, zarówno w konkretnej sprawie, jak i w obszarze stałego budowania świadomości sytuacyjnej w państwie. Celem takiego działania jest dostarczenie decydentom na koniec procesu jak najbardziej odpowiedniej bazy informacyjnej, służącej do prowadzenia konkretnych politycznych działań. Aby spełnić ów cel, na etapie planowania i kierowania istotna jest dobra komunikacja i zrozumienie na linii służba wywiadowcza-decydenci. Łącznikami między nimi mają być szefowie służb. Etap ten ma więc dwie funkcje. Funkcja pierwsza to określanie zakresu i sposobu zbierania danych. Druga natomiast wynika z konieczności zapewniania odpowiedniej komunikacji pomiędzy decydentami a funkcjonariuszami.

### 3. etap – gromadzenie
Trzecia faza cyklu skupia się na zbieraniu danych, które są potrzebne do wytworzenia odpowiedniego produktu wywiadowczego. Szefowie służb koordynują procesem gromadzenia danych, wykonywanym przez funkcjonariuszy. Ich głównym zadaniem jest odpowiednie przeformułowanie polecenia decydentów na zakres poszukiwanych informacji, rozdzielenie zadań pomiędzy odpowiednie komórki wywiadowcze oraz zadecydowanie, jakie metody powinny być wykorzystane do zgromadzenia konkretnych danych. Służby dysponują bowiem wieloma źródłami danych i informacji. W odróżnieniu od poprzedniej fazy, na tym etapie muszą zostać podjęte odpowiednie decyzje i działania. Jest to zatem etap wykonywania założeń wynikających z wcześniejszej fazy planowania.

### 4. etap – przetwarzanie
Etap ten zakłada przekształcenie surowych danych w zrozumiałą dla analityków formę, na przykład poprzez tłumaczenie ich z języka specjalistycznego w celu zwiększenia ich użyteczności. Przykładowo, transkrypcje w innych językach lub zdjęcia satelitarne są źródłem wiedzy dla specjalistów, nie natomiast dla każdego. Konieczna jest zatem współpraca z odpowiednimi podmiotami eksperckimi w obrębie służby wywiadowczej, jak i poza nią. Na tym etapie można mówić o selekcji zgromadzonych danych. Dane, które są wykluczane w tym procesie, przechowuje się w bazach danych służby wywiadowczej na przyszłe potrzeby decydentów politycznych, o ile takie się pojawią.

### 5. etap – analiza
Na tym etapie następuje zestawienie danych, interpretacja oraz osadzanie ich w konkretnej perspektywie, a także ocena i wnioskowanie na podstawie korelacji pomiędzy nimi. Zwieńczeniem etapu jest opracowanie określonego produktu wywiadowczego. Może on przybierać kształt zarówno analizy, raportu, krótkiej notki informacyjnej, jak i wielu innych form o charakterze informacyjnym. Na etapie analizy przetworzonym danym i informacjom musi zostać nadany odpowiedni kontekst uwzględniający czynniki takie jak państwo, z którego dana informacja pochodzi, treść zadania sformułowana przez polityków czy podmioty, których informacja ma dotyczyć. Analitycy powinni podchodzić do analizy i tworzenia produktu wywiadowczego z wielu stron, patrzeć na problem z wielu perspektyw i zasięgać różnych opinii. Istotą ich pracy jest zdawanie sobie sprawy z własnej omylności i niedoskonałości, a także swojej niewiedzy w danym aspekcie. Ważną zasadą na etapie analizy jest, aby nie brać niczego za pewnik i na podstawie rzetelnych danych i informacji interpretować rzeczywistość oraz formułować wnioski. Następnie na podstawie zdobytej wiedzy winni przygotować odpowiedni rodzaj produktu wywiadowczego.

### 6. etap – rozpowszechnianie
Jest to dystrybucja produktów wywiadowczych. Zostają one udostępnione osobom lub grupom osób (najczęściej decydentom politycznym lub wojskowym), które mają prawo do ich wykorzystywania w celu analizy bądź podejmowania decyzji. Zadaniem rozpowszechniania jest odpowiednie rozdysponowanie informacji, które muszą być przekazywane w odpowiedniej formie. Kluczowym aspektem w tym etapie jest fakt, że materiały muszą być istotne z punktu widzenia decydenta, a także wykazywać, że można polegać na służbach wywiadowczych w państwie. Aby uniknąć problemów związanych ze źle odebraną analizą służby muszą rozwijać swoje grupy łącznikowe pomiędzy nimi a odpowiednimi departamentami państwowymi.

### 7. etap – informacja zwrotna (feedback)
Etap ten zakłada występowanie informacji zwrotnych od użytkowników w ramach odpowiedzi na otrzymane produkty wywiadowcze. Są to określone wiadomości od decydentów. Mogą w nich prosić o doprecyzowanie pewnych kwestii czy ich wyjaśnienie. Mogą być one złożone formalnie lub jako proste adnotacje na dokumencie, bądź nawet słowne konsultacje. Ma to zmaksymalizować właściwy odbiór i zrozumienie otrzymanych informacji przez decydentów politycznych. Mogą oni również wydać ocenę otrzymanego produktu. Wówczas służby wywiadowcze wiedzą, co jest zrobione dobrze, a co należy udoskonalić. Informacja zwrotna jest więc ważna, ponieważ wykazuje, jakie ewentualne korekty są potrzebne, jakie dane powinno się ponownie sprawdzić i czego w produkcie brakuje. Feedback jest także niezbędny przy późniejszym doskonaleniu całego procesu wywiadowczego.

### 8. etap – ewaluacja
Polega na ocenie przydatności otrzymanego produktu wywiadowczego przez użytkowników (decydentów). Na tym etapie kładzie się nacisk na użyteczność informacji przekazywanych przez służby. Jest to szczególnie ważne, gdyż pokazuje główną funkcję cyklu wywiadowczego. Mianowicie celem całego procesu jest wsparcie procesów decyzyjnych w państwie. Ewaluacja pozwala na sprawdzenie w jakim stopniu to założenie zostało zrealizowane przez służbę wywiadowczą. Dzięki tej fazie są one świadome swoich niedoskonałości i mogą w przyszłości korygować cały cykl wywiadowczy. Poczynając od kwestii technicznych, przez zagadnienia merytoryczne i komunikację, aż po użyteczność przekazywanych informacji.

## Cykl wywiadowczy w Polsce
Polskie służby wywiadowcze nie udostępniają informacji na temat używanego przez nie modelu cyklu wywiadowczego. Jednak nie musi to oznaczać, że nie jest on przez nie wykorzystywany. Przykładowo wydana przez Sztab Generalny Wojska Polskiego w 2013 roku Doktryna rozpoznanie wojskowe D/2 (aktualizowana w 2015 roku) zawiera czteroetapowy model cyklu rozpoznawczego realizowanego przez Wojsko Polskie. Dokument ma na celu wdrożenie zmian przyjętych w tym zakresie przez NATO za pomocą Allied Joint Intelligence, Counter Intelligence and Security Doctrine (AJP 2.0). Termin „rozpoznanie” przedstawiony jest jako odpowiednik natowskiego terminu „intelligence”. Zatem cykl rozpoznawczy jest do pewnego stopnia wojskowym odpowiednikiem cyklu wywiadowczego. Definiuje się go jako okresowo powtarzalne i powiązane ze sobą fazy, etapy, a także czynności. Ich celem jest wsparcie informacyjne procesów decyzyjnych i dowodzenia. Cykl składa się ze zdobywania/pozyskiwania i gromadzenia informacji oraz przetwarzania ich w wiadomości rozpoznawcze, przekazywane do odpowiednich, uprawnionych do tego podmiotów. Jego etapy opisane są następująco:
1. ukierunkowanie to faza inicjująca proces rozpoznania lub nadająca mu nowy kierunek, cel bądź zakres. Dzieli się ona na dwa etapy – określenie wymagań informacyjnych i przygotowanie działań rozpoznawczych;
2. gromadzenie polega na wykorzystaniu potencjału informacyjnego (wszystkich dostępnych źródeł) i wykonawczego systemu rozpoznania (operacyjnego pozyskiwania danych) w celu zdobycia danych oraz dostarczenia ich do przetworzenia w wiadomości rozpoznawcze. Gromadzenie danych również dzieli się na dwa etapy – pozyskiwanie (użycie wszelkich źródeł i sposobów zdobywania danych oraz ich koordynacja) i zbieranie (terminowe skupienie pochodzących z różnych źródeł, rozproszonych zbiorów informacji, a następnie przekazanie ich do komórek analitycznych);
3. W przetwarzaniu kluczowe jest przekształcanie zgromadzonych danych w wiadomości rozpoznawcze. Głównymi etapami tej fazy są: zestawianie (ewidencja), ocena (pewności źródła i wiarygodności), analiza i integracja oraz interpretacja;
4. rozpowszechnianie natomiast jest terminowym i celowym przekazywaniem wiadomości rozpoznawczych z pomocą odpowiednich środków w określonej formie uprawnionym podmiotom. Owe formy dzielą się na: rozpowszechnianie elektroniczne, pisemne i graficzne, a także ustne.
Dodatkowo w dokumencie zaznaczono, że aby cykl rozpoznawczy wykonywany był we właściwy sposób, musi być wspierany przez sprawny system łączności i transmisji danych.

## Ujęcie amerykańskie
Amerykańska wersja cyklu wywiadowczego składa się z sześciu etapów. Jest to model przyjęty dla całej amerykańskiej wspólnoty wywiadowczej. Poszczególne fazy to kolejno:
1. planowanie,
2. gromadzenie,
3. przetwarzanie,
4. analiza,
5. rozpowszechnianie,
6. ewaluacja[30].

Pierwszy etap, nazywany planowaniem polega na ustalaniu sposobu realizacji określonego zadania. Obierając konkretny kierunek wykonania przypisanego zadania należy sprawdzić to, co jest już znane na temat danego problemu, a także określić zakres wiedzy, jaka jest niezbędna do pozyskania informacji. Podjęcie tych działań ma na celu odpowiednie zdefiniowanie zadań dla służby wywiadowczej.
Druga z faz amerykańskiego cyklu wywiadowczego to etap gromadzenie. Polega on na pozyskiwaniu danych zarówno w sposób jawny, ze źródeł otwartych (ang. open-source intelligence – OSINT), tzw. biały wywiad, jak i w sposób niejawny (tzw. wywiad szary i czarny). Przykładami wywiadu „jawnoźródłowego” mogą być m.in. przegląd prasy, radia czy telewizji, obserwacja i stałe monitorowanie mediów społecznościowych czy liczne inne materiały powszechnie dostępne (dokumenty, analizy, raporty itp.). Przykładami natomiast tajnych źródeł informacji mogą być m.in. dane pozyskiwane za pomocą czynności operacyjno-rozpoznawczych (np. monitoring wizyjny, podsłuchy czy kontrola przesyłek pocztowych). Amerykańska wspólnota wywiadowcza dysponuje licznymi środkami do pozyskiwania informacji. Podstawową metodą pozyskiwania informacji jest wywiad osobowy (ang. Human Intelligence – HUMINT), który charakteryzuje się gromadzeniem danych z pomocą osobowych źródeł informacji. Ważną rolę współcześnie odgrywają także wywiad geoprzestrzenny (ang. Geospatial Intelligence – GEOINT) i wywiad sygnałowy (ang. Signals Intelligence – SIGINT). Kolejną istotną metodą jest wywiad obrazowy (ang. Imagery Intelligence – IMINT) opiera się na użyciu reprezentacji wizualnych, rozumianych zarówno jako proste fotografie, jak i obrazy satelitarne. Amerykańska wspólnota wywiadowcza korzysta także z rozpoznania pomiarowo-badawczego (ang. Measurement and Signature Intelligence – MASINT). Polega ono na interpretacji mierzalnych odczytów, takich jak przebicia substancji chemicznych, czy też poziomów promieniowania.
Trzecia faza, czyli przetwarzanie polega na zebraniu wszystkich zgromadzonych dotychczas danych w celu dokonania selekcji. Warto przy tym wspomnieć, iż zakres, który mogą obejmować pozyskane dane jest niezwykle szeroki.
Kolejny etap nazywany jest analizą. W czasie tego etapu kluczowa jest interpretacja i integracja wszystkich zgromadzonych dotychczas danych i informacji. Następnie na ich podstawie dokonuje się diagnozy i oceny sytuacyjnej. Stwierdza się przyczyny i potencjalne następstwa dla badanego problemu, a także ocenia się jego wpływ na interesy państwowe.
Przedostatnim elementem w amerykańskim cyklu wywiadowczym jest rozpowszechnianie. W tej fazie kluczowe jest przekazanie gotowego produktu wywiadowczego odpowiedniemu decydentowi (osobom, które zgłosiły zapotrzebowanie na dany produkt wywiadowczy). Decydent po zapoznaniu się z końcową analizą oraz poznaniu odpowiedzi na zadane pytania, może zwrócić się z informacją zwrotną (np. prośba o wyjaśnienie, doprecyzowanie, nowe pytanie, ocena produktu wywiadowczego).
Ostatnią fazą amerykańskiego modelu jest ewaluacja, która polega na ocenie produktu wywiadowczego. Pomimo że jest to oddzielnie wyszczególniony etap, wspólnota wywiadowcza USA zaznacza, że ów proces występuje stale podczas każdej innej fazy cyklu wywiadowczego. Ciągłe monitorowanie i sprawdzanie trafności, dokładności, przydatności oraz terminowości produktów ma zapewnić skuteczność i ciągłe doskonalenie procesu wywiadowczego.
Na wadliwość cyklu wywiadowczego na gruncie amerykańskim uwagę zwrócił A.S. Hulnick. Wskazał on na problem braku współpracy pionu operacyjnego z analitykami podczas procesu tworzenia produktu wywiadowczego dla decydentów. Zwrócił uwagę, że zbieranie danych wywiadowczych i analiza danych wywiadowczych powinny odbywać się równolegle i mieć równorzędne znaczenie. Podkreślił jednak, że niestety nie zawsze tak jest, ze względu na: ograniczenia w dzieleniu się informacjami, bariery psychologiczne samych pracowników, obawy przed kompromitacją źródeł i stworzeniem zagrożenia dla bezpieczeństwa.

## Ujęcie kanadyjskie
Cykl wywiadowczy w ujęciu kanadyjskim, przeprowadzany jest m.in. przez Kanadyjska Tajną Służbę Wywiadowczą (ang. Canadian Security Intelligence Service, CSIS). W przeciwieństwie do amerykańskiego modelu składa się z sześciu faz Wyróżnić więc można następujące elementy:
1. wymagania i kierunek,
2. planowanie,
3. gromadzenie,
4. analiza,
5. rozpowszechnianie,
6. informacja zwrotna (feedback)[36].

Pierwsza faza cyklu to określenie wymagań i kierunku. CSIS zgodnie z ustawą regulującą jej działalność, posiada mandat do prowadzenia dochodzeń w sprawie działań dotyczących zagrożeń dla bezpieczeństwa państwa, w tym „szpiegostwa, terroryzmu, brutalnego ekstremizmu, obcej ingerencji i siłowego przejęcia władzy”. Co ważne, dzięki owym uprawnieniom CSIS otrzymuje od kanadyjskiego rządu wytyczne dotyczące zasad funkcjonowania. Priorytety dla działalności tej agencji są ustalane w drodze dyskusji z odpowiednimi ministrami wraz ze społecznością zajmującą się kwestiami bezpieczeństwa i działalnością wywiadowczą.
Drugi etap kanadyjskiego cyklu wywiadowczego to planowanie. Na tym etapie przy opracowywaniu rocznej strategii dotyczącej gromadzenia danych, pod uwagę brane są wytyczne w sprawie priorytetów wywiadowczych zarówno ze strony rządu, ministrów, jak i wewnętrznych aktorów. W odpowiedzi na te wytyczne, CSIS ustanawia wewnętrzne kierunki oraz roczne plany dotyczące gromadzenia danych w celu wywiadowczego wsparcia rządowych instytucji państwowych.
Gromadzenie danych przez CSIS jest oparte na licznych metodach pozyskiwania danych o potencjalnych zagrożeniach dla bezpieczeństwa narodowego. Wśród owych źródeł można wymienić źródła osobowe, źródła otwarte czy techniczne metody przechwytywanie danych. Warto zaznaczyć, że wszelkie metody i środki, które mogą w jakimkolwiek stopniu godzić w prywatność obywateli Kanady wymagają uzyskania przez CSIS nakazu autoryzowanego przez Sąd Federalny.
Faza analizy w kanadyjskim wydaniu opiera się w głównej mierze na badaniu przez analityków informacji dostarczonych przez inne kanadyjskie departamenty oraz agencje rządowe, zagraniczne agencje wywiadowcze czy też dane zgromadzone w ramach dochodzeń. Informacje badane przez analityków pochodzą zarówno z otwartych, jak i z niejawnych źródeł. Końcowym efektem tego etapu jest wydanie oceny zagrożeń i przygotowanie raportu wywiadowczego.
W ramach przedostatniej fazy kanadyjskiego cyklu wywiadowczego, tj. rozpowszechniania, CSIS udostępnia końcowe produkty wywiadowcze głównie kanadyjskiemu rządowi i konkretnym organom ścigania. Prowadzi również wymianę informacjami w ramach NATO i Sojuszu Pięciorga Oczu którego jest członkiem (wraz ze Stanami Zjednoczonymi, Wielką Brytanią, Australią i Nową Zelandią).
Ostatni etap kanadyjskiego cyklu wywiadowczego polega na wystosowaniu informacji zwrotnej (feedback). CSIS zbiera pytania, oceny i opinie od użytkowników produktów wywiadowczych (od wszystkich swoich partnerów, a także rutynowo od kanadyjskiego rządu), co ma to na celu usprawnienie procesu wywiadowczego w przyszłości.

## Ujęcie australijskie
Cykl wywiadowczy w australijskim wydaniu składa się, podobnie jak amerykański, z pięciu etapów. Są to kolejno:
1. planowanie i kierunek,
2. gromadzenie,
3. przetwarzanie i eksploatacja,
4. analiza i produkcja,
5. rozpowszechnianie[37].

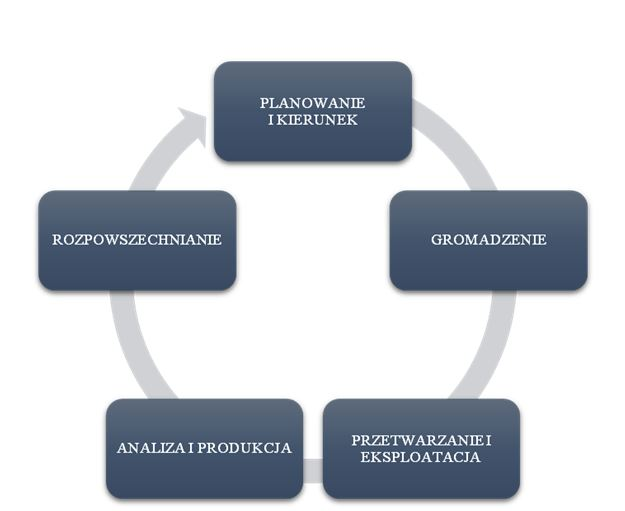
Opracowano na podstawie: What we do?, National Intelligence Community, Australian Government.

W australijskim ujęciu wywiad to „zbieranie, przetwarzanie i analiza wszelkiego rodzaju informacji o [australijskim] narodzie i środowisku zewnętrznym”. Australijska Narodowa Wspólnota Wywiadowcza (ang. National Intelligence Community, NIC) ma zapewnić pomoc w komunikacji z rządem, zadbać o ochronę australijskich interesów narodowych, zapewnić bezpieczeństwo Australii i jej stały rozwój.
NIC deklaruje, iż w swojej pracy wywiadowczej korzysta z różnego rodzaju narzędzi – zarówno zasobów ludzkich, jak i technologicznych, źródeł otwartych oraz tajnych. NIC pozyskuje dane i informacje korzystając z takich metod jak: HUMINT, SIGINT, GEOINT, OSINT, TECHINT (domeną techniczna, w kontekście NIC jest rozpoznanie sprzętu i broni używanej przez obce siły zbrojne), FININT (wywiad finansowy, prowadzony na podstawie pozyskiwania danych z raportów finansowych), IMINT, MASINT czy też FISINT (polega na przechwytywaniu danych telemetrycznych z systemów uzbrojenia przeciwnika podczas ich testowania).
W pierwszej fazie, planowania i ustalania kierunku rząd Australii określa dane wywiadowcze i informacje potrzebne do wsparcia prowadzonej polityki, współpracując przy tym z NIC.
Na drugim etapie, dochodzi do gromadzenia danych wywiadowczych przez ustawowo uprawnione w tym celu podmioty działające w państwie.
W trzeciej fazie – przetwarzania i eksploatacji – dane są przetwarzane przy pomocy licznych instrumentów, dobieranych odpowiednio do specyfiki pozyskanych danych.
W fazie analizy i produkcji zebrany materiał wywiadowczy analizowany jest zarówno przez ludzi, jak i przy użyciu takich technologii, jak sztuczna inteligencja czy uczenie maszynowe. Następnie dochodzi do utworzenia produktu wywiadowczego w sposób, który umożliwia na korzystanie ze zgromadzonych danych.
Na ostatnim, piątym etapie – rozpowszechniania – gotowy produkt wywiadowczy podlega dystrybucji i trafia on do decydentów różnymi kanałami. Dostarczanie gotowych, przetworzonych danych wywiadowczych pomaga w podejmowaniu decyzji na szczeblu rządowym. Cykl wywiadowczy kończy się w momencie, gdy produkt wywiadowczy został oceniony i doszło do zidentyfikowania wszystkich luk i braków – wówczas cykl zapętla się.

## Ujęcie brytyjskie
Brytyjski model cyklu wywiadowczego ukazany został w raporcie Centrum Rozwoju, Koncepcji i Doktryn Ministerstwa Obrony (ang. Development, Concepts and Doctrine Centre). Przedstawiony w tym dokumencie wariant składa się z ośmiu faz: kierowania, gromadzenia danych, pięcioetapowego przetwarzania i rozpowszechniania. Fazy brytyjskiego modelu zakładają następująco:
1. kierowanie,
2. gromadzenie danych,
3. porównanie,
4. ewaluację,
5. analizę,
6. integrację,
7. interpretację,
8. rozpowszechnianie[38].

Kierowanie i gromadzenie danych definiowane jest podobnie jak w przypadku pozostałych ujęć. Natomiast brytyjski model kładzie duży nacisk na etap przetwarzania, który jest podzielony na pięć faz: porównanie, ewaluację, analizę, integrację oraz interpretację. Porównanie polega na selekcji, grupowaniu i katalogowaniu zebranych danych. Celem tego etapu jest uporządkowanie bazy danych i ułatwienie przeprowadzenia kolejnych faz cyklu wywiadowczego. Ewaluacja oznacza krytyczną ocenę zdobytych materiałów. W tej fazie służba wywiadowcza sprawdza rzetelność, adekwatność i przydatność danych i informacji dla konkretnego zadania. Następnie rozpoczyna się analiza, w której dane zostają porównywane i zestawiane z określonymi faktami w celu właściwego zrozumienia danej problematyki (np. rozumowanie przyczynowo-skutkowe). Kolejnym etapem jest integracja przeanalizowanych materiałów. Polega to na łączeniu tych danych w grupy, szukaniu wzorów i powiązań. Wreszcie następuje interpretacja przetworzonych danych i informacji. Na tym etapie analitycy nadają materiałom konkretny kontekst, a także zestawiają je z obecną wiedzą w danych obszarach, czego efektem końcowym jest sporządzenie odpowiedniego produktu wywiadowczego. Rozpowszechnianie gotowych materiałów zamyka natomiast cały proces.

## Ujęcie natowskie
Cykl wywiadowczy zdefiniowany przez NATO obejmuje cztery fazy: kierowania, pozyskiwania, przetwarzania oraz rozpowszechniania informacji. Jest to klasyczny model wojskowy, który Sojusz definiuje jako działania polegające na pozyskiwaniu informacji, odpowiednim ich łączeniu, a następnie przetwarzaniu i przekazywaniu określonemu odbiorcy. Poszczególne fazy cyklu wywiadowczego NATO wyjaśnia następująco:
1. Etap kierowania określa wymagania wywiadu, odnosi się do planowania nakładu sił do pozyskania informacji czy też m.in. wydania rozkazów.
2. Pozyskiwanie danych polega na wykorzystaniu przez agentury źródeł informacji wraz z dostarczeniem jej do właściwej jednostki zajmującej się opracowaniem owych danych.
3. Przetwarzanie danych ma miejsce poprzez porównywanie, ocenę, analizę, a także integrację wraz z interpretacją.
4. Ostatni krok, czyli rozpowszechnianie opiera się na dystrybucji informacji wywiadowczej w odpowiednim czasie i formie oraz poprzez odpowiednie środki właściwym podmiotom[39][24].

## Inne podmioty wykorzystujące cykl wywiadowczy
Cykl wywiadowczy jest modelem wykorzystywanym nie tylko przez służby wywiadowcze, ale także przez służby policyjne (np. analiza kryminalna czy Intelligence-Led Policing), think tanki (np. analizy osintowe), korporacje (np. wywiad biznesowy/finansowy) czy inne instytucje i organy zajmujące się pracą z informacją zarówno publiczne (np. analizy ryzyka organów zarządzania kryzysowego), jak i prywatne (np. wywiadownie gospodarcze).
Za przykład wykorzystania modelu cyklu wywiadowczego przez organy ścigania posłużyć może cykl analityczny opracowany przez Biuro Narodów Zjednoczonych Ds. Narkotyków i Przestępczości w podręczniku analitycznym. Biuro wyróżnia w nim siedem etapów:
1. zlecenie analizy,
2. gromadzenie materiału,
3. ocena,
4. zestawienie,
5. analiza,
6. wnioskowanie,
7. rozpowszechnianie[46].

W ramach przykładu wykorzystania cyklu przez podmiot prywatny można przywołać model „biznesowego cyklu wywiadowczego” opracowanego przez firmę Insightsoftware:
1. wyznaczanie jasnych celów,
2. zbieranie i organizowanie danych,
3. analiza,
4. mierzenie i monitorowanie kluczowych wskaźników wydajności (key performance indicators, KPIs)[43].

## Przyszłość cyklu wywiadowczego
Trudno jednoznacznie określić przyszłość cyklu wywiadowczego. Pomimo powszechnego zastosowania przez agencje wywiadowcze na całym świecie, jak każdy model nie jest on wolny od wad. Zauważyć można obecnie zarówno próby jego porzucenia i zastąpienia, jak i również podejmowanie działań mających na celu jego udoskonalenie.
Cykl wywiadowczy jest często krytykowaną koncepcją. Podejmowane są zatem próby tworzenia nowych modeli mających w lepszym stopniu opisywać proces analityczno-informacyjny. Julian Richards uważa, że ten kołowy schemat nie jest przystosowany do współczesnego świata i tym samym traci możliwość wypełnienia swojej domyślnej roli. Należy, jego zdaniem, opracować lepsze modele. Zastrzega on jednak, że samo ich opracowanie nie poprawi kondycji procesu wywiadowczego w agencjach wywiadowczych. Arthur S. Hulnick postuluje całkowite porzucenie zarówno stosowania cyklu wywiadowczego, jak i myślenia o procesie analityczno-informacyjnym przez jego pryzmat. Zarówno w nauce akademickiej, jak i szkoleniach pracowników służb wywiadowczych powinno się bazować na innych rozwiązaniach. Jedną z takich możliwości, zdaniem Petera Gilla i Marka Phythiana, jest model sieci wywiadowczej (intelligence web), który ukazuje nielinearny przebieg etapów procesu wywiadowczego i wielość relacji zachodzących między nimi.
Z drugiej jednak strony, cykl wywiadowczy (w różnych jego wariantach, nawet klasycznej, pięcioelementowej wersji) jest ciągle używany przez wiele podmiotów zajmujących się pracą z informacją. Model jest także powszechnie rozwijany, tak by można było go zastosować w realiach stale zmieniającej się rzeczywistości. Philip H.J. Davies, Kristian Gustafson i Ian Rigden utworzyli model cyklu wywiadowczego, który składa się z kilku mniejszych, wzajemnie ze sobą powiązanych, czteroelementowych cyklów wywiadowczych. Taki sposób przedstawienia tego procesu ma na celu wskazanie, że w obrębie jednej służby jednocześnie kilka grup zadaniowych wykonuje proces analityczno-informacyjny.
Cykl wywiadowczy ma swoich zwolenników i przeciwników. Michael Warner stwierdził, że cykl wywiadowczy jest heurystycznym modelem, który nie obrazuje w pełni całej złożoności procesu analityczno-informacyjnego, ale stanowi punkt wyjścia, bazę do rozwoju procesu wywiadowczego.